# Ophiura albida
Ophiura albida (лат.) — вид рода Ophiura семейства Настоящие офиуры (Ophiuridae). Обитает на морском дне северо-восточной части Атлантического океана и Средиземного моря.

## Внешний вид
Центральный диск Ophiura albida достигает в диаметра около 1,5 см, пять лучей длиной до 6 см. Диск уплощённый, а верхняя поверхность покрыта небольшими пластинками. Они в основном кирпично-красного цвета, но пластинки по краю диска, ближе к месту прикрепления лучей, белые. Радиальные щитки доходят до одной трети радиуса диска и соприкасаются друг с другом в наружной части. Дисковый вырез глубокий; папиллы выреза короткие (их 10—12). Лучи тонкие и хрупкие, сегментированные и постепенно сужающиеся. Пластинки на верхней и нижней сторонах имеют выпуклые края. Каждый сегмент несёт три коротких шипа, которые лежат плоско на поверхности, а между пластинками есть небольшие поры. Наличие пор отличает этот вид от очень похожего Ophiura ophiura. Нижняя сторона диска бледная и имеет центральный рот с пятью большими пластинами, модифицированными в челюсти и окаймлёнными зубами.

Ophiura albida
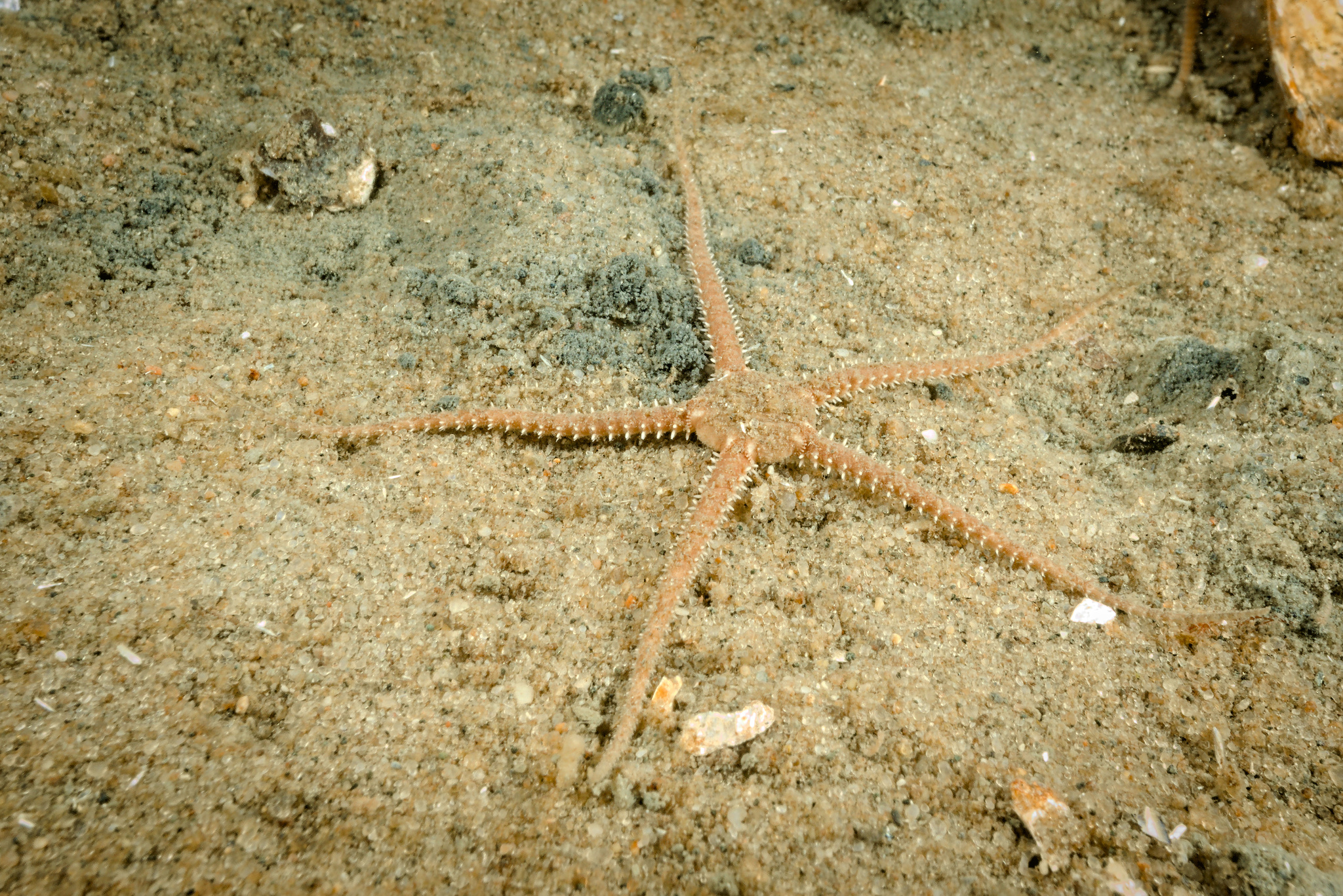
В природе
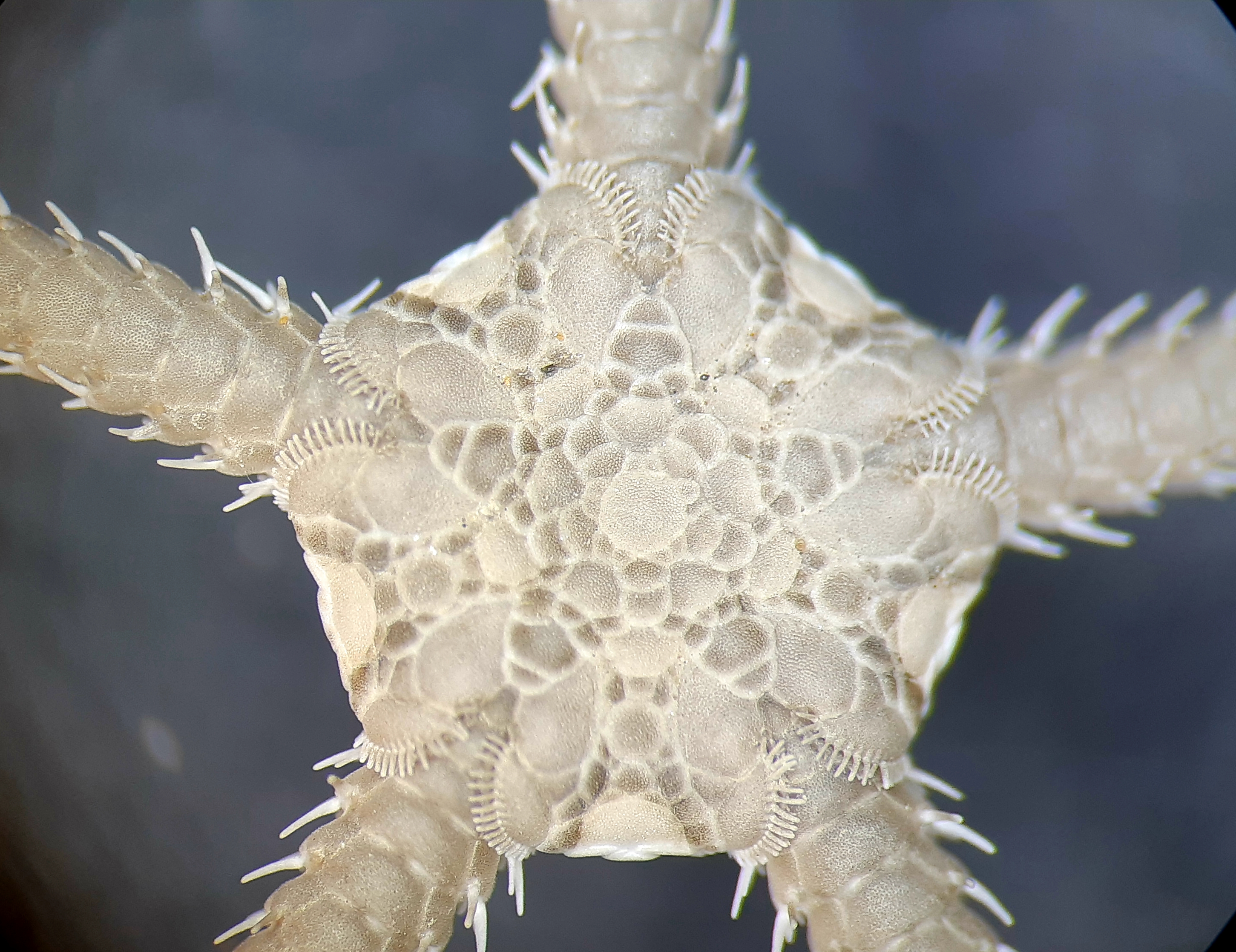
Аборальная сторона центрального диска
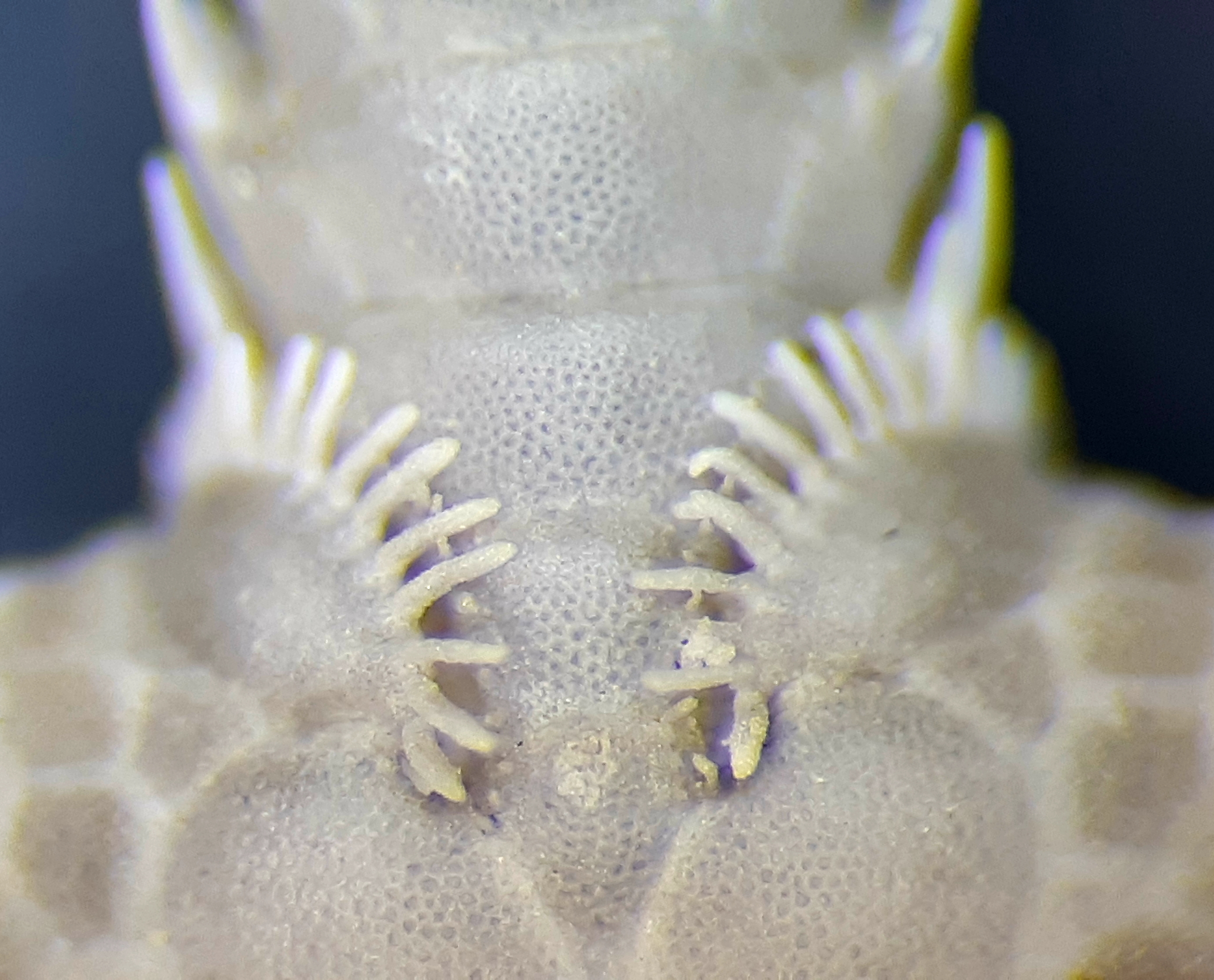
Место выхода луча
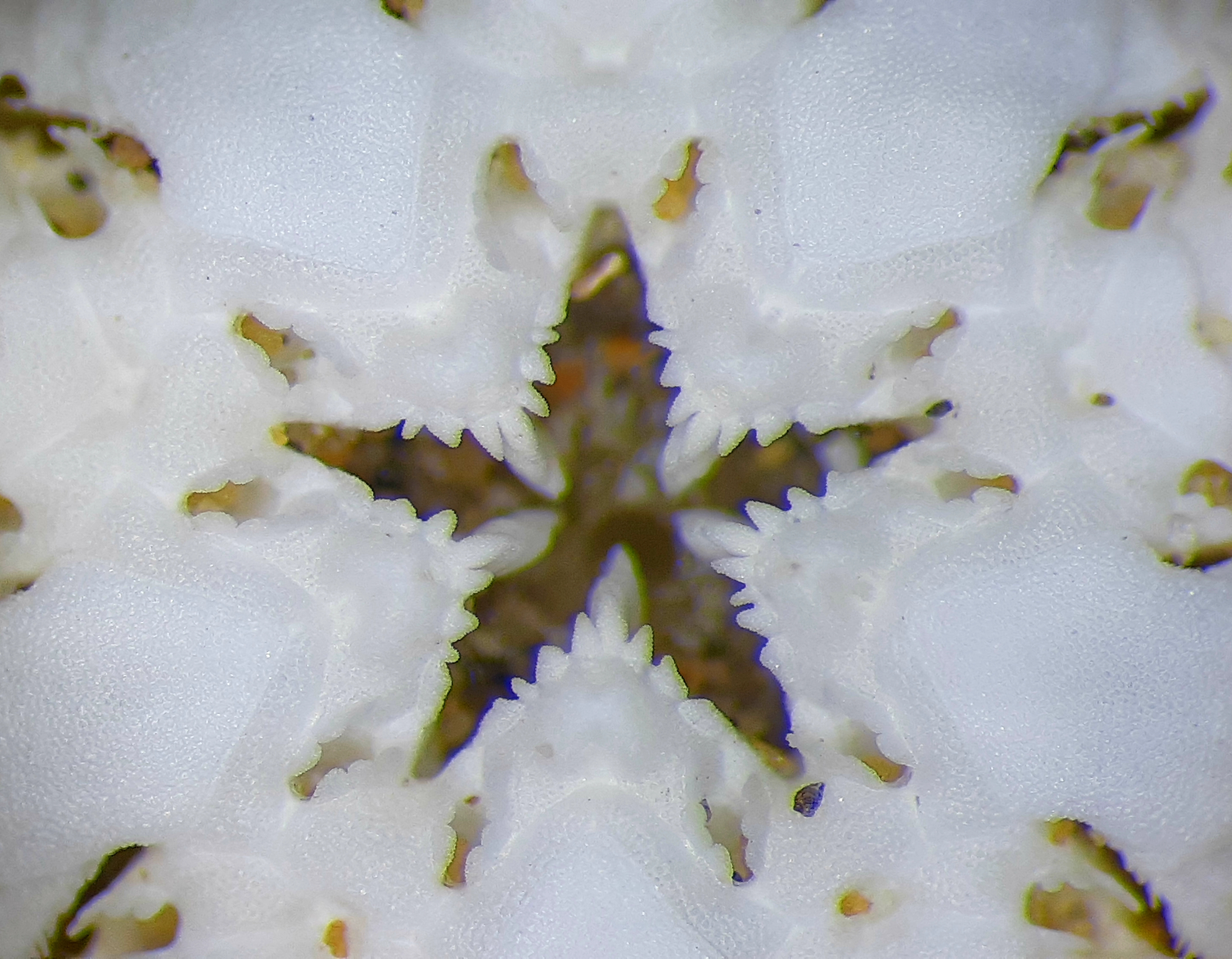
Ротовое отверстие

## Распространение и местообитание
O. albida встречается на глубине до 200 м (по другим источникам, от 4 до 850 м). Атлантический бореальный вид. Ареал этой офиуры простирается от Норвегии до Средиземного моря и Азорских островов, охватывает всё
побережье Европы от Средиземного моря до севера Норвегии, западный Мурман (Кольский залив, Порчниха), берега Великобритании. Обитает на морском дне на мягких грунтах, включая крупный и мелкий песок, гравий и илистые пески. Распространена вдоль побережья Британских островов, где её плотность достигает 900 особей на квадратный метр.

## Биология

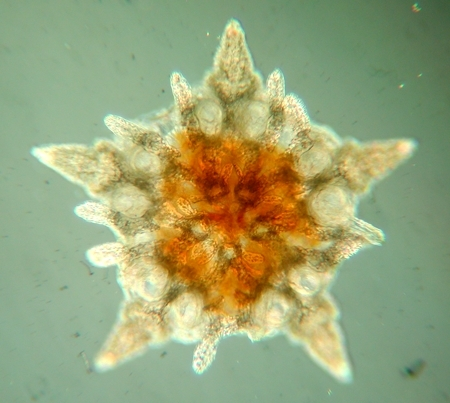
Молодая особь (0,7 мм)

Ophiura albida — хищник и падальщик, питающийся мелкими беспозвоночными, такими как полихеты, ракообразные и двустворчатые моллюски. В Балтийском море она является излюбленной пищей морской звезды Luidia sarsi, которая предпочитает O. albida другим офиурам. В Ирландском море её вместе с офиурой Ophiothrix fragilis поедает семилучевая морская звезда Luidia ciliaris.
Особи этого вида бывают как самцами, так и самками. Оплодотворение наружное, личинки — планктонные. Это быстрорастущая офиура, которая, как считается, живёт не более трёх лет.